# Samea mictalis
Samea mictalis là một loài bướm đêm trong họ Crambidae.